# Заклетве из Стразбура
Заклетве из Стразбура (фр. les serments de Strasbourg, оксит. los Sarments d'Estrasborg) је назив заклетви из 842, које су у Стразбуру изменили Луј Немачки, син Луја Побожног, владар источног франачког краљевства, и његов брат, Карло Ћелави, владар западног франачког краљевства. Осим савезништва, Луј и Карло су се обавезали на супротстављање Цару, њиховом старијем брату Лотару.
Основни извор података о овом скупу је Нитхардово дело Живот Луја Побожног. Оба краља су се заклела на језику краљевства оног другог.  Историчари су ово тумачили као доказ да је, око 842, Каролиншко царство почело да се раздваја у прото-државе са различитим језицима и обичајима.  Филолози се више интересују за сам текст; то је један од првих текстова на романском језику који се јасно разликује од латинског.
У скорије време, појавила се теорија да је Франачко краљевство било састављено из више нижих краљевина (regna) у којима су владали локални обичаји, и говорили се локални језици. 